# Flachau
Flachau osztrák község Salzburg tartomány Sankt Johann im Pongau járásában. 2018 januárjában 2813 lakosa volt. 

## Fekvése

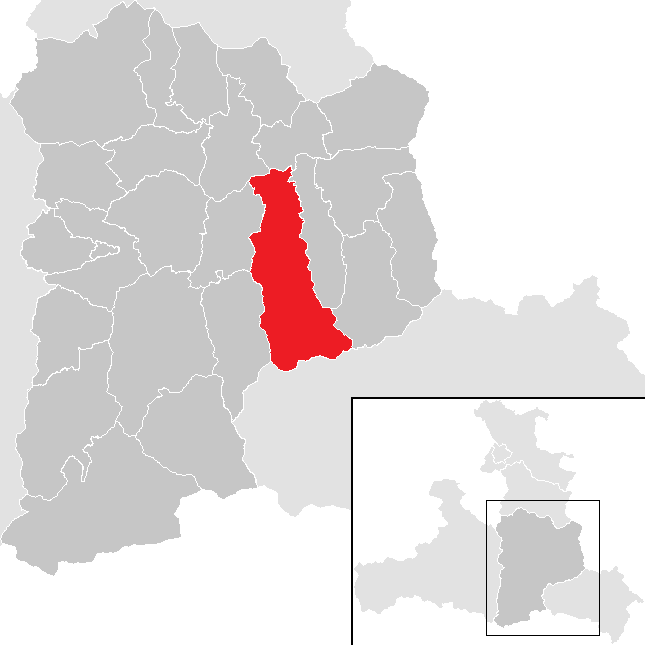
Flachau a St. Johann im Pongau-i járásban

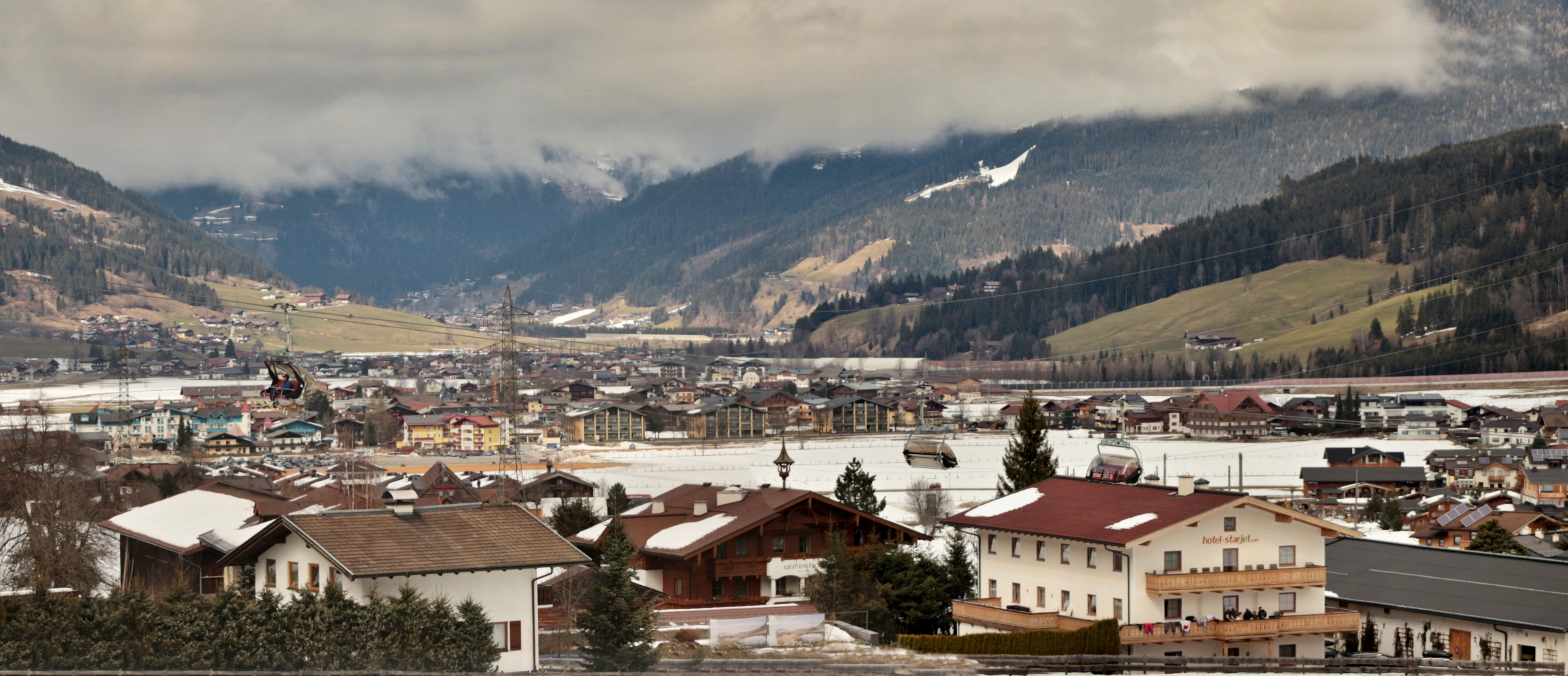
Flachau látképe

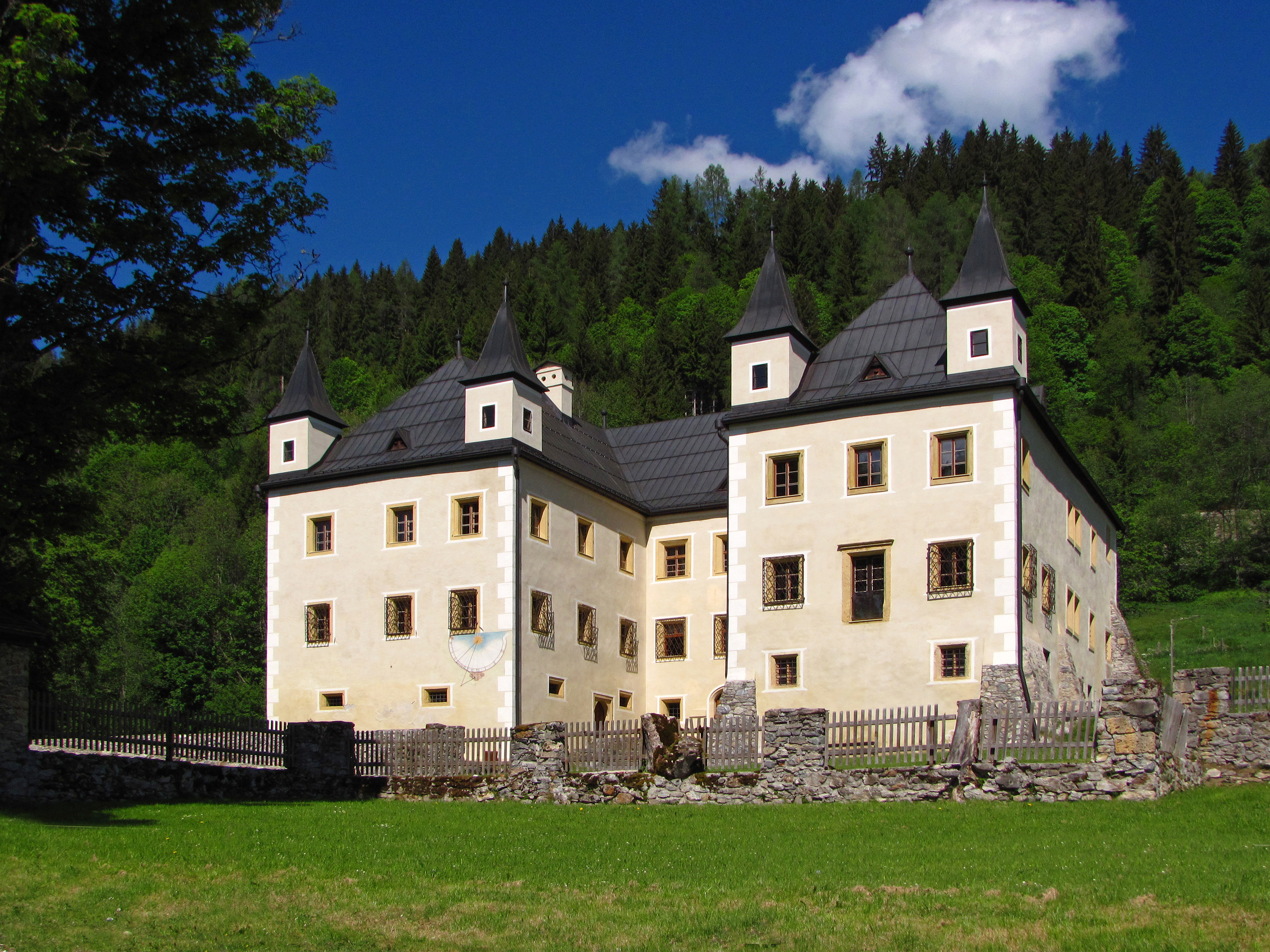
A höchi kastély

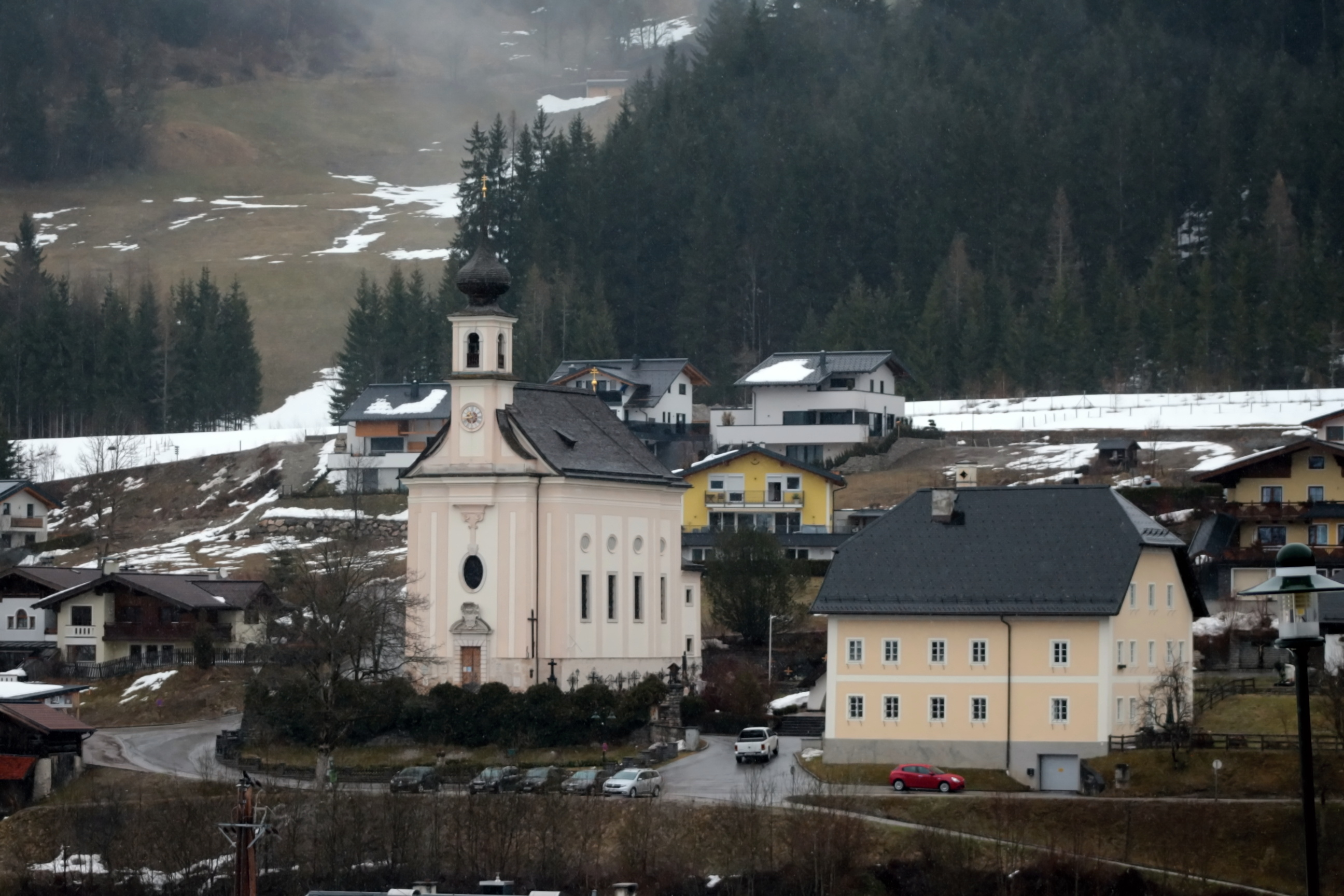
A Szeplőtelen fogantatás-plébániatemplom

Flachau Salzburg tartomány Pongau régiójában fekszik az Enns folyó mentén, az Alacsony-Tauern hegységhez tartozó Radstadti-Tauernben. Területén található az Enns forrása. Legmagasabb hegycsúcsai a 2680 m-es Mosermandl és a 2417 m-es Kleinen Pleißlingkeil. Az önkormányzat 4 településrészt, illetve falut egyesít: Feuersang (900 lakos 2018-ban), Flachau (827), Höch (517) és Reitdorf (569).
A környező önkormányzatok: délnyugatra Kleinarl, nyugatra Wagrain, északnyugatra Hüttau, északra Eben im Pongau, északkeletre Altenmarkt im Pongau, keletre Untertauern, délkeletre Tweng, délre Zederhaus.

## Története
Flachau első említése 1130-35 közötti időszakból származik. A 19. századig a pongaui vaskohászat egyik központja volt, de 1866-ra teljesen felhagytak az iparral. A múltra ma már csak a helynevek emlékeztetnek, a kohóknak a romjait is lebontották. 
A 20. századtól, különösen az A10 autópálya és a Tauern-alagút megnyitása óta a község bevételei főleg az idegenforgalomból származnak. Fejlesztése az 1950-es években indult meg. 1955-ben 170 szállodai ággyal rendelkezett és 1491 vendég töltötte itt nyaralását. Ma a szállodai helyek száma több mint 10 ezer, és 245 ezer fő 1,2 millió vendégéjszakát tölt el a községben; egyharmaduk nyáron, kétharmaduk pedig a téli hónapokban. 

## Lakosság
A flachaui önkormányzat területén 2017 januárjában 2813 fő élt. A lakosságszám 1961 óta gyarapodó tendenciát mutat. 2016-ban a helybeliek 90,1%-a volt osztrák állampolgár; a külföldiek közül 2,7% a régi (2004 előtti), 4,1% az új EU-tagállamokból érkezett. 2,2% a volt Jugoszlávia (Szlovénia és Horvátország nélkül) vagy Törökország, 0,9% egyéb országok polgára. 2001-ben a lakosok 87,4%-a római katolikusnak, 1,6% evangélikusnak, 2,4% ortodoxnak, 3,8% mohamedánnak, 2,1% pedig felekezet nélkülinek vallotta magát. Ugyanekkor egy magyar élt a községben; a német (90,8%) mellett a legnagyobb nemzetiségi csoportot a szerbek (4%) és a horvátok (1,7%) alkották. 
A lakosság számának változása:

| 2016 | 2 802 |
| 2018 | 2 813 |

## Látnivalók
- a Szeplőtelen fogantatás-plébániatemplom 1722-ben épült
- a reneszánsz stílusú höchi kastély

## Turizmus
Flachau a Ski Amadé, Ausztria egyik legnagyobb síszövetségének központjában fekszik. A községből és a hozzá tartozó Flachauwinklből számos sífelvonó indul a környező hegyekre. Flachauban Sí-Világkupa futamokat is rendeznek. A környező völgyekben több száz km sífutópályát készítenek elő a  téli hónapokra.

## Híres flachauiak
- Hermann Maier (1972-) olimpiai bajnok alpesi síző

## Fordítás
- Ez a szócikk részben vagy egészben  a   Flachau (Salzburg) című német Wikipédia-szócikk ezen változatának fordításán alapul.  Az eredeti cikk szerkesztőit annak laptörténete sorolja fel. Ez a jelzés csupán a megfogalmazás eredetét és a szerzői jogokat jelzi, nem szolgál a cikkben szereplő információk forrásmegjelöléseként.